# عزرا س. ستايلز
عزرا س. ستايلز (بالإنجليزية: Ezra C. Stiles)‏ هو مهندس المناظر الطبيعية أمريكي، ولد في 26 سبتمبر 1891، وتوفي في 27 يناير 1974.